# Can't Stay Away from You
«Can't Stay Away from You» es el tercer sencillo de Miami Sound Machine para su décimo álbum de eatudio "Let It Loose". Fue lanzado en el año 1988. La canción es una balada cantada pensada desde la perspectiva de una mujer que está en el amor con alguien que no se siente lo mismo, pero ella no está dispuesta a alejarse de su relación porque ella no quiere que termine.

## Posición en listas
| Listas(1988)                 | Mejor posición |
| ---------------------------- | -------------- |
| Billboard Hot 100            | 6              |
| Billboard Adult Contemporary | 1              |
| Listas(1989)                 | Mejor posición |
| Dutch Top 40                 | 1              |
| UK Singles Chart             | 7              |